# 5miinust
5miinust est un groupe de hip-hop estonien, actif depuis 2015.
En 2024, il est sélectionné avec Puuluup pour représenter l'Estonie au Concours Eurovision de la chanson 2024 avec leur chanson (nendest) narkootikumidest ei tea me (küll) midagi.

## Histoire

### Création
Le groupe se forme en 2015 dans le bourg de Võsu dans le comté de Lääne-Viru en Estonie.

### Premiers succès et carrière
Le groupe 5miinust se fait connaître en 2018, année au cours de laquelle les deux albums studio  Aasta plaat  et Rämmar , sortis respectivement en 2016 et 2017 chez Legendaarne Records, se classent parmi les vingt meilleures ventes d'albums au niveau national, ce qui en fait deux des 18 albums les plus vendus en 2018. L'année suivante, il enregistre le single Aluspükse avec Nublu, single qui passe six semaines consécutives en tête de l'Eesti Tipp-40[7], devenant la troisième chanson la plus vendue en Estonie en 2019. La même année, ils sont signés par la branche balte d'Universal Music Group, label par lequel ils sortent les singles suivants : Paaristõuked, Peo lõpp  et Loodus ja hobused, tous trois numéro un de l'Eesti Tipp-40,,.
Dans le cadre des Estonian Music Awards, les principales récompenses de l'industrie musicale estonienne, ils gagnent dans la catégorie « Artiste de l'année » à deux reprises, et reçoivent deux nominations supplémentaires.

### Participation à l'Eurovision
En novembre 2023, 5miinust et Puuluup sont annoncés comme l'un des demi-finalistes d'Eesti Laul 2024, la sélection estonienne pour le Concours Eurovision de la chanson 2024, avec leur chanson commune (nendest) narkootikumidest ei tea me (küll) midagi. Ils se qualifient pour la finale lors du premier tour de la demi-finale et remportent ensuite la finale et le droit de représenter la Estonie au Concours Eurovision de la chanson 2024.
Lors de la compétition, ils participent à la deuxième demi-finale et se qualifient pour la finale. Ils terminent 20e avec 37 points.

## Discographie

### Singles
- 2017 : Erootika pood
- 2018 : Võlg
- 2018 : Jõul
- 2018 : Aitäh
- 2019 : Tsirkus
- 2019 : Lendan
- 2019 : Tasuta
- 2019 : Aluspükse
- 2019 : Paaristõuked
- 2020 : Peo lõpp
- 2020 : Loodus ja hobused
- 2021 : Gloria
- 2021 : Buffalo
- 2021 : Koptereid
- 2022 : Vamos
- 2023 : Kõrvetab
- 2023 : Kallab
- 2023 : (nendest) narkootikumidest ei tea me (küll) midagi